# 천운영
천운영(1971년~)은 대한민국의 소설가이다.
서울에서 태어나 한양대학교 신문방송학과와 서울예대 문예창작과를 졸업했다. 2000년 동아일보 신춘문예에 단편 〈바늘〉이 당선되어 작품활동을 시작했다.

## 작품
“예리한 바늘이 정곡을 찔러 육체에 음산하고 정교한 수를 놓으며 살 속에서 맴돌던 언어를 해방시킨다”는 신춘문예 심사평에서도 알 수 있듯이, 〈바늘〉은 이후 ‘원색의 고통과 절규로 점철된 사실화’로 상징되는 천운영식 소설을 직조하는 중요한 글쓰기의 도구가 되었다.
문학평론가 류보선은 〈잘 가라, 서커스〉에 대해 “대단히 밀도가 높을 뿐만 아니라 이전의 천운영 소설이 행했던 역할과는 또다른 방식으로 한국소설사의 새로운 영역을 개척했다”고 평가했다.

## 수상
신동엽창작상 (2003년), 올해의 예술상 (2004년)을 수상했다.

## 소설집
- 2001년 《바늘》(창비)
- 2004년 《명랑》(문학과지성사)
- 2005년 《잘 가라, 서커스》(창비) ISBN 89-546-0052-2
- 2008년 《그녀의 눈물 사용법》(창비)
- 2013년 《엄마도 아시다시피》(문학과지성사)

## 기타
- 2005년 문예진흥원 소극장에서 〈명랑〉을 노래와 춤, 모노 드라마 등으로 ‘번역’하는 공연이 있었다.[3]